# Apamea sputator
Apamea sputator là một loài bướm đêm trong họ Noctuidae.